# Bärbel Oftring
Bärbel Oftring (* 1962) ist eine deutsche Biologin, Buchautorin und Lektorin.

## Leben
Bärbel Oftring interessierte sich schon als Kind für die Natur rund um ihren Heimatort. Sie studierte Biologie in Mainz und Tübingen mit den Schwerpunkten Zoologie, Botanik und Paläontologie. Anschließend war die Diplom-Biologin einige Jahre als Autorin und Lektorin für den Kosmos-Verlag tätig, in dem 1993 ihr erstes Kinderbuch Guck mal! Der Zoo erschien. 
Ein Schwerpunkt ihrer bisher mehr als 140 Publikationen bilden Kinder- und Sachbücher im Bereich der Flora und Fauna.

## Schriften (Auswahl)
- Im Wald. Alles Wissenswerte über unsere heimischen Wälder. Carlsen-Verlag, 2022, ISBN 978-3-551-25461-0.
- Wildbienenfreundlich gärtnern für Balkon, Terrasse und kleine Gärten – Gärtnertipps für mehr Insektenschutz und Artenvielfalt. Edition Michael Fischer, Igling 2020, ISBN 978-3-96093-290-1.
- Wölfe. Gerstenberg-Verlag, 2020, ISBN 978-3-8369-5687-1
- Stell dir vor, du wärst... ein Tier im Wald. Moses-Verlag, 2019, ISBN 978-3-89777-460-5.
- Das große Waldbuch. Coppenrath Verlag, 2019, ISBN 978-3-649-62749-4.
- Bei dir piept’s wohl! Lern mich kennen und tu was für mich – 95 Gartenvögel und ihre Gesänge. Kosmos Verlag, 2019, ISBN 978-3-440-16405-1.
- mit Anita van Saan und Holger Haag: Tier- und Pflanzenführer. Kindernaturführer. Kosmos Verlag, 2017, ISBN 978-3-440-15244-7.
- Mit Spatz und Star durchs ganze Jahr. Kosmos Verlag, 2013, ISBN 978-3-440-13597-6.
- Ein Garten für Tiere (Mein Garten) Gestalten Pflanzen Beobachten. Kosmos Verlag, 2013, ISBN 978-3-440-13456-6.
- mit Bruno P. Kremer: Nachts ist es kälter als draußen – Naturphänomene einfach erklärt. Franck–Kosmos Verlag, Stuttgart 2009, ISBN 978-3-440-11901-3.

## Auszeichnungen
- 2018: Deutscher Gartenbuchpreis (DGG-Buchpreis)[4]